# Szontagh Pál (politikus, 1820–1904)
Nógrádi Szontagh Pál (Szécsény, 1820. szeptember 11. – Horpács, 1904. június 15.) a főrendiház tagja, képviselőházi alelnök, belső titkos tanácsos, a reformkori Nógrád vármegyei nemesi ellenzék egyik vezetője.

## Életpályája

### A szabadságharc végéig
Szontagh István udvari tanácsos és Veres Anna fia. Jogi tanulmányai után jurátus lett, majd Nógrád vármegyében működött mint jegyző és szolgabiró. Az 1847. évi országgyűlésen Libetbánya szabad királyi város által országgyűlési követté választották. 1848-ban fogalmazó lett a bécsi magyar minisztériumban Esterházy Pál herceg első magyar külügyminiszter és ennek államtitkára, Pulszky Ferenc mellett, Henszlmann Imrével együtt.
Azzal vádolták, hogy segítette Bem József Bécsből való menekülését és ezért kétévi börtönre ítélték. Olmützben raboskodott.

### Horpácson

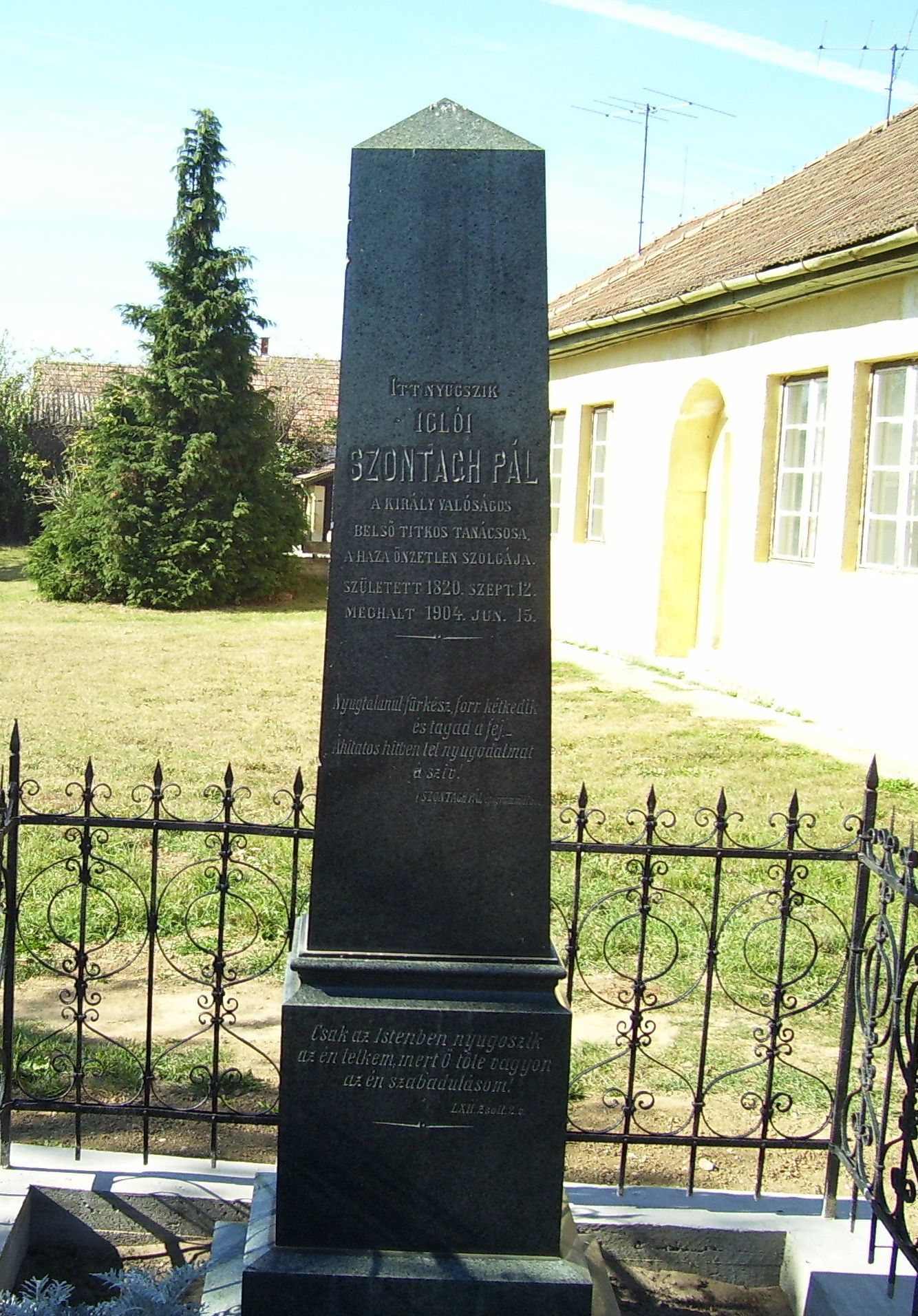
Szontagh Pál sírja Horpácson a római katolikus templom mellett

Kiszabadulása után, 1850-től élt horpácsi birtokán, Madách Imrével való bensőséges barátsága nagy hatással volt Madáchra. Madách Imre több alkalommal megfordult barátja horpácsi birtokán, bízva nagy műveltségében, irodalmi felkészültségében minden művét megmutatta barátjának, és Az ember tragédiája kéziratát is az ő buzdítására küldte meg Arany Jánosnak. Szontágh Pál a Kisfaludy Társaság alapító tagja és lelkes támogatója volt. 1875-ben a következőket írták róla a Pesti Hírlapban: „egyszerű, igénytelen: nemes kristálytiszta karakter, nagy műveltséggel párosult hatalmas ítélőtehetség… jöhetnek nagyobbak, geniálisabbak, de tiszteletre és szeretetreméltóbbak aligha, s hozzá hasonlóak pedig éppen nem”. 
Szontágh Pál halála után birtokát Mikszáth Kálmán vásárolta meg 1904-ben. Kapcsolatuk közismert, Mikszáth számos tárcában és novellában eleveníti fel alakját.

### Politikai karrierje
Az 1861. évi képviselőválasztáson még eredménytelenül indult. Tisza Kálmán pártjához tartozó képviselőként 1865-ben a Nógrád vármegyei balassagyarmati, 1869-ben a Csanád vármegyei nagylaki, 1872-ben és 1875-ben a Somogy vármegyei tabi kerület választotta országgyűlési képviselőjéül; mint ilyent, a másik Szontagh Pál Gömör vármegyei képviselőtől való megkülönböztetés érdekében, nógrádi Szontagh Pálnak nevezték.
Tisza Kálmán egyik benső barátja és a balközép vezéralakja volt; nagy szerepe volt a fúzió létrehozásában. 1878-tól fogva egészen 1887-ig ismét a balassagyarmati kerületet képviselte. Két ízben volt (1879-ben és 1881-től 1887-ig) a képviselőház alelnöke volt és mint ilyen, elnyerte a belső titkos tanácsosi méltóságot. 1887-ben a király a főrendiház élethossziglani tagjává nevezte ki.

## A Kisfaludy Társaságban
Bár lényeges írói tevékenységet nem folytatott, a Kisfaludy Társaságnak hű támogatója volt.  Ismert volta arról, hogy olykor talpraesett epigrammákat "pattogtatott".

## Művei
- Emlékbeszédek gróf Teleki László fölött. Elmondottak Kiss Gábor és Szontagh Pál által; Nógrádmegye, Balassagyarmat, 1861
- Nógrádi képcsarnok. Madách Imre, Pulszky Ferenc, Szontagh Pál; bev., jegyz. Praznovszky Mihály; Nógrád Megyei Múzeumok Igazgatósága, Salgótarján, 1984 (Nógrádi irodalmi ritkaságok)
- Szontagh Pál válogatott írásai; összeáll. Praznovszky Mihály; Nógrád Megyei Múzeumok Igazgatósága, Salgótarján, 1988 (Nógrádi irodalmi ritkaságok)